# ギックサン族

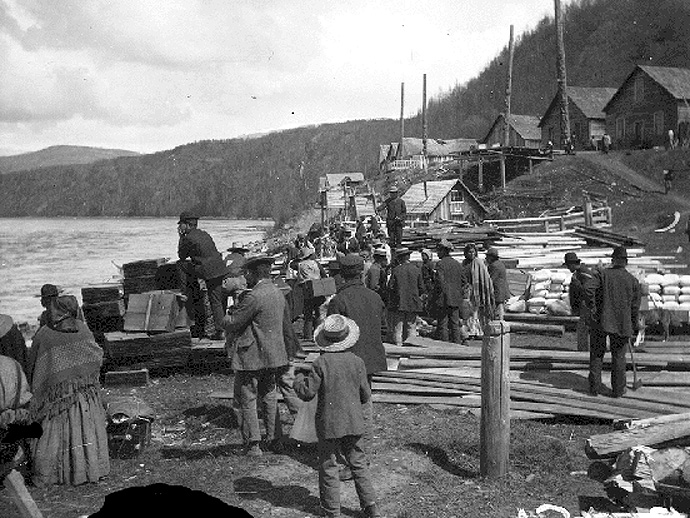
ヘイゼルトン、スキーナ川 （Skeena River）岸に居るギックサンの人々（1901年）

ギックサン族（GitxsanもしくはGitksan) カナダ太平洋岸、ブリティッシュコロンビア州北部のスキーナ川流域に暮らすアメリカ州の先住民族の一つ。民族や一族の歴史、伝説、昔話、チーフなどの人物伝を伝えるトーテムポールを彫る。
言語系統上、北のニスガ族と共にツィムシァン族に分類されることもある。
Gitギットあるいは Kitキットは「人々」、'Ksan クサンは「スキーナ川Skeena」を意味し、つまりGitksan(Gitxsanとも書かれる)は「スキーナ川の人々」という意味になる。

## 現在まで続いているコミュニティ
- ヘイゼルトン Hazelton - ギックサン族の文化を伝える'Ksan博物館と、ギックサン族Band Officeの所在地。
- キスピオックス Kispiox
- ギツェグークラ Gitseguekla
- ギトワンガ Gitwanga
- ギタンヨウ（キツワンクール）Gitanyow(Kitwancool)
- モリスタウン Morricetown